# Sven Hansson (kommunpolitiker)
Sven A Hansson född 4 maj 1916 i Kristianstad, död 20 maj 1995 också i Kristianstad, var en svensk socialdemokratisk politiker i Kristianstad stad och kommun. 

## Politisk karriär
Hansson var maskinist vid vattenverket Kristianstad 1938-1953 och blev politiskt och fackligt engagerad. Han valdes in i stadsfullmäktige 1943 och satt kvar till 1976 i kommunfullmäktige. 1950 grundades det lokala bostadsbolaget Kristianstadsbyggen och företaget leddes av Sven Hansson antingen som verkställande direktör eller som styrelseordförande under nära 30 år. Detta var grunden för Sven Hansson inflytande på politiken i Kristianstad under nära tre decennier. Under 1961 till 1970 var han dessutom ledare av drätselkammaren i staden och i kommunstyrelsen 1971 till 1973.
1953 till 1961 var han verkställande direktör för kommunala bostadsaktiebolaget AB Kristianstadsbyggen (ABK) och var sedan styrelseordförande för AB Kristianstadsbyggen till 1980. Bolaget ABK har en sida med bilder av "starke Sven". Han var också styrelseledamot i AB Allön. Från 1962 var han direktör i bolaget Kristianstads industribyggnads AB. Han var ordförande i drätselkammaren i Kristianstad från 1961 till åtminstone 1972 och ledde Kristianstad stads centrala byggnadskommitté och var ledamot i Kristianstads planeringsråd. Hansson var ordförande i skånska drätselkammarförbundet. Han har inom arbetarrörelsen interna organisationer lett AB Folkets hus i Kristianstad.
Som landstingsman var han vice ordförande i landstingets byggnadskommitté. Han var engagerad också i försäkringsbolaget AB Skånska Brand-Hermes, Christianstads sparbank och Svenska Handelsbankens lokalkontor.